# Hombres de blanco
Hombres de blanco (en inglés, Men in white) es una película dramática estadounidense de 1934 dirigida por Richard Boleslawski y protagonizada por Clark Gable y Myrna Loy en los papeles principales. A causa del sugerido idilio ilícito y el presunto aborto de la película, fue censurada frecuentemente. La Legión de Decencia la marcó como inadecuada para exhibición pública.

## Argumento
Las aventuras de un médico popular y con talento, George Ferguson, que, en paralelo, tiene dificultades con su prometida, Laura Hudson, a la que le molesta verlo pasar más tiempo en una sala de operación que a su lado. Conoce a una joven enfermera con la que tiene una relación.

## Reparto
- Clark Gable: Dr. George Ferguson
- Myrna Loy: Laura Hudson
- Jean Hersholt: Dr. 'Hockie' Hochberg
- Elizabeth Allan: Barbara Denham
- Otto Kruger: Dr. Levine
- C. Henry Gordon: Dr. Cunningham
- Russell Hardie: Dr. 'Mike' Michaelson
- Wallace Ford: Shorty
- Henry B. Walthall: Dr. McCabe
- Russell Hopton: Dr. Pete Bradley
- Samuel S. Hinds: Dr. Gordon
- Frank Puglia: Dr. Vitale
- Leo Chalzel: Dr. Wren
- Donald Douglas: Mac

## Producción
- La película evoca sutilmente un aborto, que era un asunto prohibido en aquella época.
- Franchot Tone estuvo preseleccionado para el papel de George Fergusson. Lionel Barrymore igualmente.[2]
- Clark Gable deseaba a Myrna Loy. Una tarde, al margen del rodaje, él y su mujer, Ria, acompañaron a la actriz a su casa en coche, después de una tarde. Aprovechando un momento en la que se encontraba solo con ella, la intentó abrazar mientras Ria estaba cerca. Myrna Loy lo empujó instintivamente sobre un seto. Desde ese momento, los dos actores se hicieron amigos pero Clark Gable quedó frustrado por este fracaso.[3]